# George William Russell
George William Russell (10. travnja 1867. – 17. srpnja 1935.), pseudonim Æ, anglo-irski pristaša Nacionalističkog pokreta u Irskoj, kritičar, pjesnik i slikar. Također je bio mistični pisac, te središte skupine sljedbenika teozofije u Dublinu mnogo godina. Ne smije ga se zamijeniti s Georgeom Williamom Erskineom Russellom (1853. – 1919.). Ima dva prapraunuka, Connora Johna Russella i Williama Thayera Russella.

## Biografija
Rođen je u Lurganu, grofovija Armagh. Njegova se obitelj preselila u Dublin kad mu je bilo jedanaest godina. Počeo je raditi kao draper. Radio je mnogo godina za Irsko poljoprivredno organizacijsko društvo (IAOS), poljoprivredni suradnički pokret kojeg je osnovao Horace Plunkett. Susreli su se 1897. kada je suradnički pokret imao osam godina. Plunkett je trebao sposobnog organizatora pa je W. B. Yeats predložio Russella koji je postao pomoćni tajnik IAOS-a. Bio je sposoban poručnik i puno je putovao Irskom kao glasnogovornik društva, uglavnom odgovoran za razvoj ugleda društava i osnivanje suradničkih banaka na jugu i zapadu zemlje čiji se broj 1910. povećao na 234. Dvojac je stvorio dobar tim, svatko dobivši mnogo udruživši se s drugim.
Russell je bio od 1905. – 1923. urednik dnevnika IAOS-a The Irish Homestead, ubacivši živost koja ga je učinila slavnim u polovici svijeta. Također je bio urednik časopisa The Irish Statesman od 15. rujna 1923. do 12. travnja 1930. Koristio je pseudonim AE, ili točnije, Æ. Pseudonim je nastao od ranijeg Æ'on, što označuje dugoživućeg čovjeka, kojeg je kasnije skratio.
Pripadajući pokretu koji je poznat kao irski književni preporod, AE se susreo s mladim Jamesom Joyceom godine 1902., kojeg je upoznao s ostalim irskim književnim ličnostima, uključujući Williama Butlera Yeatsa s kojim je bio blizak. On se pojavljuje kao lik u epizodi "Scila i Haribda" Joyceovog Uliksa u kojoj odbacuje Stephenove teorije o Shakespearu.
AE je tvrdio da je vidovit, sposoban vidjeti različite vrste duhovnih bića, koje je ilustrirao u svojim slikama i crtežima.